# コーレ・ヴァルベルグ
コーレ・ヴァルベルグ（Kåre Walberg、1912年7月3日 - 1988年2月29日）はノルウェー、ヘードマルク県ハーマル出身のスキージャンプ選手。1930年代に国際大会で活躍した。

## プロフィール
1931年ノルディックスキー世界選手権（ドイツ、オーベルホフ）で5位、1932年レークプラシッドオリンピックでは同僚のビルゲル・ルート、ハンス・ベックに次いで銅メダルを獲得した。
また、1936年のガルミッシュパルテンキルヒェンオリンピックでは4位となっている。